# Jimmie Wilson
Pour les articles homonymes, voir Wilson.
Jimmie Wilson, né à Détroit, est un chanteur américain qui a représenté Saint-Marin au Concours Eurovision de la chanson 2017 avec la chanson Spirit of the Night, en duo avec Valentina Monetta. Ils ont chanté en demi finale le 11 mai 2017 où ils ont terminé 18ème (dernier) avec 1 seul point. 